# Bjørnø
Bjørnø is een klein Deens eiland een paar kilometer ten zuiden van Faaborg langs de zuidkust van Funen. Het eiland is 1,5 vierkante kilometer groot en heeft 26 inwoners (2020).
Sinds de Deense gemeentelijke hervorming in 2007 behoort het eiland tot de gemeente Fåborg-Midtfyn.
Het terrein op Bjørnø is erg vlak. Het hoogste punt van het eiland ligt 16 meter boven zeeniveau. Het eiland strekt zich uit over 1,9 kilometer in noord-zuid richting en 1,9 kilometer in oost-west richting.